# Tomislav Sunić
Tomislav Sunić (Zagreb, 3. veljače 1953.), hrvatski je politički pisac, prevoditelj, aktivist, diplomat i bivši profesor. Vanjski je suradnik na Fakultetu hrvatskih studija.

## Životopis
Rođen je u Zagrebu. Njegov otac Mirko Sunić, odvjetnik, bio je politički zatvorenik u komunističkoj Jugoslaviji. Studirao je francuski i engleski jezik i književnost na Filozofskom fakultetu Sveučilišta u Zagrebu, a studij je završio 1977. godine. S majčine je strane dijelom talijanskog podrijetla (obitelj Milazzi iz Rijeke), a dijelom vuče podrijetlo iz hrvatske obitelji Pajalić s otoka Krka. S očeve je pak strane dijelom hercegovačkih (Sunić), ali i dubrovačkih korijena (obitelj Miloš).
Na Kalifornijskom državnom sveučilištu u Sacramentu je magistrirao politologiju 1985., a doktorirao u Santa Barbari 1988. godine. Do 1993. radi kao profesor političkih znanosti u Americi.
Podučavao je na Kalifornijskom državnom sveučilištu, Sveučilištu Kalifornije i Juanita Collegeu u Pennsylvaniji.
Nakon toga vratio se u Hrvatsku. Aktivno sudjeluje u promicanju hrvatskog pitanja u inozemstvu, a također je bivši suradnik emigrantskih časopisa Nove Hrvatske i Hrvatske revije. Autor je više knjiga na engleskom i francuskom jeziku, kao i brojnih eseja na hrvatskom, njemačkom, francuskom i engleskom jeziku iz područja politologije, filozofije,  književnosti i jezikoslovlja. Nestranački je kandidat je za Europski parlament na listi Hrvatske čiste stranke prava.
Radio je u hrvatskim veleposlanstvima u Kopenhagenu, Londonu, Bruxellesu i Alžiru. Trenutno radi u Središnjem državnom uredu za Hrvate izvan Republike Hrvatske.

## Političke sklonosti
Tomislav Sunić je u studenom 2013. nastupio kao jedan od govornika na komemoraciji povodom 22. godišnjice okupacije Laslova, koju je organizirala Hrvatska čista stranka prava i na kojoj je gostovalo izaslanstvo desničarske mađarske stranke Jobbik na čelu s predsjednikom te mađarske stranke Gábor Vona. U svojem govoru se T. Sunić založio za redefiniranje nacionalizma koji će biti očišćen od šovinizma i ekskluzivizma, kako bi mogao predstavljati uvjerljivu alternativu suvremenom kapitalizmu.

## The Sunic Journal
The Sunic Journal (hrv. Sunićev dnevnik), je bila radijska emisija Tomislava Sunića na engleskom jeziku na međumrežnoj radijskoj postaji Voice of Reason. Emitirala se utorkom u 21h (UTC -5), od 2009. do 2012. godine.
Emisija se bavila rasnom, kulturnom i političkom tematikom. Prvo emitiranje emisije je bilo 2. lipnja 2009. godine pod nazivom The New Nationalist Perspective: the meaning of 'culture' (hrv. Nova nacionalistička perspektiva: značenje „kulture”).

## Djela
Tomislav Sunić napisao je brojna djela, što uključuje i mnoštvo eseja i koautorskih djela. Njegove knjige prevođene su na engleski, francuski, njemački, španjolski i hrvatski jezik.

### Djela pisana na engleskom jeziku
- Sunić, Tomislav. Dissidents in Titoist Yugoslavia: From Uneasy Consensus to Political Coercion. California State University, Sacramento, 1985.
- Sunić, Tomislav. Against Democracy and Equality: The European New Right. Peter Lang Publishing, New York, 1990. ISBN 9781907166259 (hrvatski prijevod Sunić, Tomislav. Europska nova desnica. Hasanbegović, Zagreb, 2009. ISBN 9789539969842.)
- Sunić, Tomislav. Titoism and dissidence: studies in the history and dissolution of Communist Yugoslavia. Peter Lang Publishing, New York, 1995. ISBN 9783631477786
- Sunić, Tomislav. Cool Croatia. Vineyard Books, Glastonbury, 1999.
- Sunić, Tomislav. Homo Americanus: Child of the Postmodern Age. Booksurge Llc, Charleston, 2007. ISBN 9781419659843
- Sunić, Tomislav. Postmortem Report: Cultural Examinations from Postmodernity (Collected Essays). Iron Sky Publishing, Shamley Green, 2010. ISBN 9780956183521

### Djela pisana na hrvatskom jeziku
- Sunić, Tomislav. Američka ideologija: nova europska sudbina ili putokaz u novu katastrofu, Zagreb,  Hrvatska sveučilišna naklada, 1993.
- Sunić, Tomislav. Fragemnti metapolitike, ili, prilozi hrvatskoj političkoj kulturi. K. Krešimir, Zagreb, 1998.

### Djela pisana na španjolskom jeziku
- Sunić, Tomislav. Contra la democracia y la igualdad. La Nueva Derecha Europea. FIDES Ediciones, 2014.

### Djela pisana na francuskom jeziku
- Sunić, Tomislav. La Croatie: Un pays par défaut?. (Hrvatska: jedna slučajna zemlja). Avatar éditions, Étampes, 2010. ISBN 9780955513299

## Vanjske poveznice
- Službena internetska stranica  Arhivirana inačica izvorne stranice od 3. srpnja 2019. (Wayback Machine)